# Frank Vernon Ramsey
Frank Vernon Ramsey (* 13. Juli 1931 in Corydon, Kentucky; † 8. Juli 2018 in Madisonville, Kentucky) war ein US-amerikanischer Basketballspieler und -trainer. Auf den Positionen des Forwards und des Guards konnte er in neun Jahren beim NBA-Team der Boston Celtics sieben Meisterschaften gewinnen. Für seine Verdienste wurde er 1981 in die Naismith Memorial Basketball Hall of Fame aufgenommen.

## Karriere
Von 1950 bis 1954 spielte Ramsey unter dem späteren Hall-of-Fame-Trainer Adolph Rupp für das Basketballteam der University of Kentucky. Gleich in seinem ersten Jahr konnte Kentucky die NCAA Championship gewinnen. Ramsey wurde ins NCAA All-America Third Team gewählt. Im folgenden Jahr konnte man sich erneut für das NCAA Tournament qualifizieren, verlor jedoch in der Runde der letzten Acht gegen die St. John’s University. Ramsey wurde diesmal ins NCAA All-America Second Team gewählt.
Für die Saison 1952/53 wurde die University of Kentucky aufgrund eines Wettskandals aus allen Wettbewerben des College-Basketballs ausgeschlossen. Die ehemaligen Spieler Dale Barnstable, Ralph Beard und Alex Groza hatten sich 1949 bestechen lassen, um ein Spiel zu verschieben, auch Center Bill Spivey wurde verdächtigt, am Ende aber freigesprochen. In diesem Jahr machte Ramsey wie seine Teamkollegen Cliff Hagan und Lou Tsioropoulos seinen Abschluss.
Im nächsten Jahr durfte Kentucky wieder am Wettbewerb teilnehmen und schaffte mit 25 Siegen ohne Niederlage die perfekte Saison. Vor dem NCAA Tournament gaben die Offiziellen bekannt, dass die drei Starspieler nicht am Turnier teilnehmen dürfen, da sie ihren Abschluss bereits im Vorjahr erworben hätten. In einer Abstimmung sprach sich eine Mehrheit der Spieler dafür aus, trotzdem am Turnier teilzunehmen. Adolph Rupp legte jedoch sein Veto ein, da er keinen Sinn darin sah, das Turnier ohne die Spieler zu bestreiten, die maßgeblichen Anteil an der Qualifikation hatten. Kentucky ist damit das einzige Team in der Geschichte des College-Basketballs, das eine perfekte Saison ohne nationalen Titel abschloss. Ramsey wurde in diesem Jahr erneut ins NCAA All-America Second Team gewählt. Er beendete seine Collegezeit mit 1344 Punkten und 1038 Rebounds.
Schon im Jahr zuvor hatte sich Ramsey für den NBA-Draft 1953 angemeldet und wurde an fünfter Stelle von den Boston Celtics ausgewählt. Neben Ramsey wählten die Celtics mit Cliff Hagan und Lou Tsioropoulos noch zwei weitere Spieler der University of Kentucky aus.
In seiner ersten Saison wurde Ramsey schnell ein wichtiger Teil der Mannschaft und spielte durchschnittlich 27,4 Minuten. Die Celtics qualifizierten sich mit einer ausgeglichenen Bilanz für die Playoffs, wo man in den Eastern Division Finals am späteren Meister Syracuse Nationals scheiterte. Dies sollte die schlechteste Saison für Boston bis zum Karriereende von Frank Ramsey bleiben. Nach seinem ersten Jahr in der NBA diente Ramsey von 1955 bis 1957 als First Lieutenant der United States Army Military Police. Anfang 1957 kehrte er zu den Celtics zurück. In der regulären Saison war Boston das beste Team. Mit einem 4:3 über die St. Louis Hawks sicherten sich die Celtics die erste Meisterschaft in der Geschichte der Franchise. Zum Sieg nach zweifacher Verlängerung im siebten Spiel steuerte Ramsey 16 Punkte bei.

## Spielweise
Ramsey war so etwas wie der Erfinder der Position des sechsten Mannes. Er kam fast immer von der Bank und spielte in seiner Karriere im Schnitt trotzdem fast 25 Minuten. Besonders in kritischen Situationen war auf Ramsey immer Verlass und er zeigte unter Druck seine besten Leistungen.